# NGC 4650A

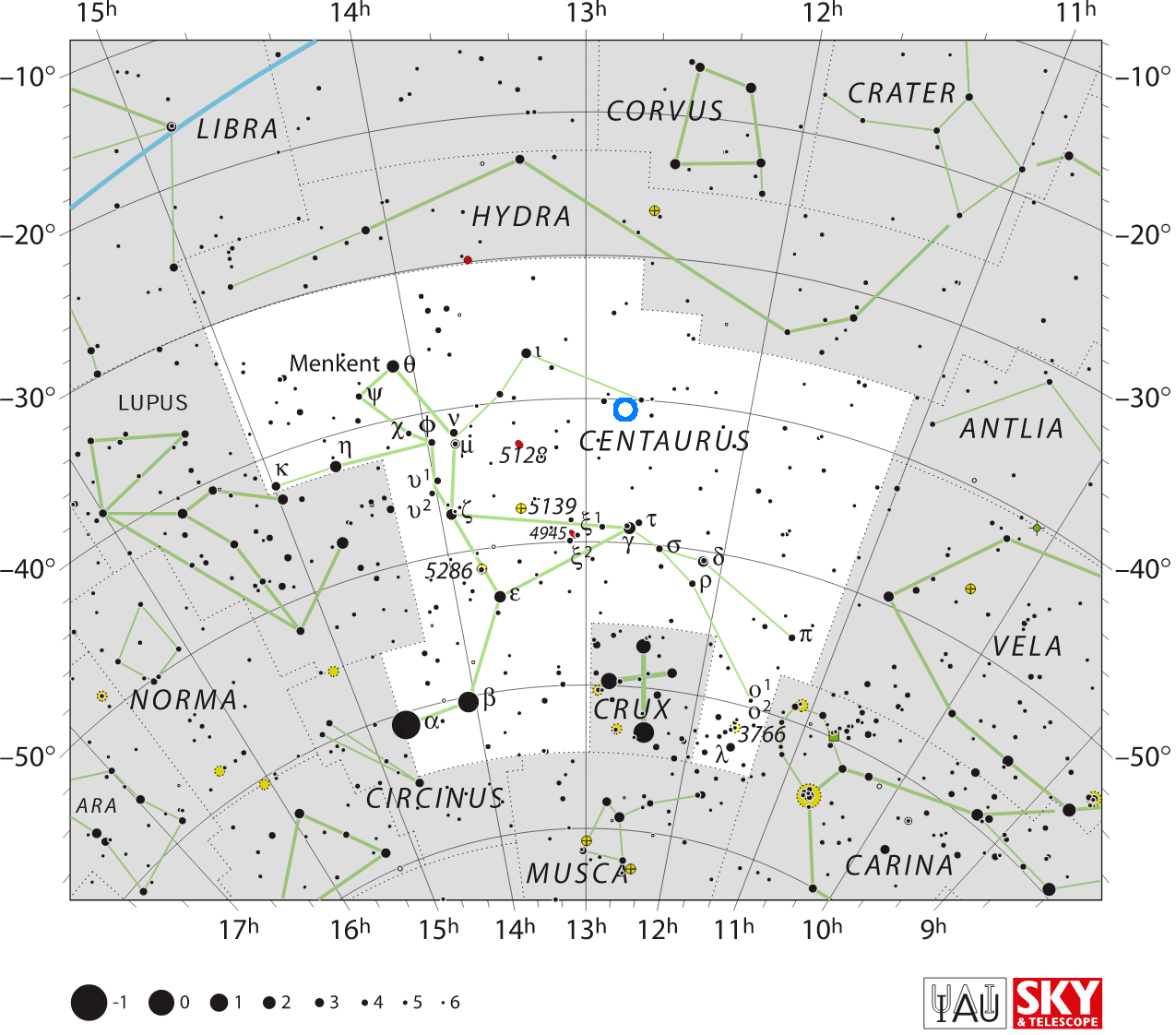
NGC 4650A:s plats (inringad i blått)

NGC 4650A är en linsformad galax av den sällsynta typen polär ringgalax belägen i stjärnbilden Kentauren. Den har en skenbar visuell magnitud på 13,3 och spänner över en vinkeldiameter på 1,6 × 0,8 bågminut. Galaxen ligger på ett uppskattat avstånd av 130 miljoner ljusår (39,8  Mparsec) och avlägsnar sig från solsystemet med en heliocentrisk radialhastighet av ca 2 910 km/s. Den får inte förväxlas med den närliggande spiralgalaxen NGC 4650. Det fysiska avståndet mellan de båda galaxerna är bara cirka 6 gånger den optiska radien för NGC 4650. NGC 4650A ligger i en kedja av fem galaxer i Centaurushopen.

## Observation
Tidiga studier av denna galax med början 1967 identifierade den som säregen, även om den inte infördes i Halton Arps Atlas of Peculiar Galaxies. Den ser ut att ha två mycket olika komponenter. I mitten finns något som liknar en elliptisk galax med ett axiellt förhållande på cirka 3, vilket skulle ge den en morfologisk klassificering av E6–7. Dess huvudaxel är inriktad längs en nordväst-sydostlig riktning. Orienterad nästan rät vinkel mot denna centrala komponent finns ett svagare, S-format element som liknar en spiral- eller ringgalax sedd nästan från kanten. Den elliptiska centrala kärnan verkar inte vara särskilt aktiv.
Under 1990-talet gjordes försök att modellera den mörka materiens fördelning runt galaxen, med endast delvis framgång. En mer omfattande kartläggning av den neutrala vätefördelningen gjordes 1997. De observerade formerna och rörelserna tyder på att polskivan troligen har två spiralarmar, vilket producerar S-formen som ses på bilderna. Det totala flödet tyder på en neutral vätemassa på 8 × 109 solmassor.
Avbildning av den centrala S0-formationen (linsformad) med Hubbleteleskopet visade ett komplext mönster av stoftbanor som sträckte sig inåt mot kärnan, medan de yttre delarna av S0 visade en åldrande stjärnpopulation som hade upphört med nystjärnbildning för cirka 3–5 miljarder år sedan. Den yttre polargalaxen uppvisar en komplex form som visar skevhet. Gas ackumuleras och bildar en ring som omger den centrala S0 med en radie av 3 000 ljusår (1 kparsec). Den inre skivan lutar cirka 63° och planar sedan ut med ökande radie och bildar vad som verkar vara två stjärnbildande spiralarmar. Det mesta av ljuset från den polära formationen kommer från stjärnor som är mindre än en miljard år gamla. De yngsta upptäckta stjärnorna är 6,5 miljoner år gamla.
Mätningar av stjärnornas rörelser i NGC 4650A visade ett konsekvent rotationsmönster i polarringen. Rotationskurvan är platt, vilket ger mer stöd för en skivstruktur snarare än en ring. Det finns inga motroterande strömmar av stjärnor. Både strukturen och formen på NGC 4650A stöder idén om en sammanslagning av två separata galaxer. Den centrala komponenten verkar vara en oblat sfäroid som stöds av rotation. Noggrann undersökning av den centrala delen av skivan visar att stjärnrörelserna sträcker sig ända till mitten, där de två komponenterna samexisterar med separata rotationer.

## Supernova
Den 29 april 1990 upptäckte Oscar Pizarro en supernova i polarringen kring NGC 4650A, positionerad 13,4 bågsekunder österut och 44,9 bågsekunder söder om galaxkärnan. Denna identifiering gjordes från en fotografisk platta tagen den 27 april med ESO:s Schmidtteleskop vid La Silla-observatoriet. Med identifieraren SN 1990I klassificerades denna händelse senare som en supernova av typ Ib. Baserat på ljuskurvdata uppskattades SN 1990I ha börjat den 11 april och nått sin ljusstyrka den 29 april.